# Aegapheles deshaysiana
Aegapheles deshaysiana es una especie de crustáceo isópodo marino de la familia Aegidae.

## Distribución geográfica
Se distribuye por el Atlántico oriental y el Mediterráneo. 